# Glasgow Clan
Glasgow Clan – szkocki klub hokeja na lodzie z siedzibą w Glasgow, występujący w brytyjskich rozgrywkach EIHL.

## Historia

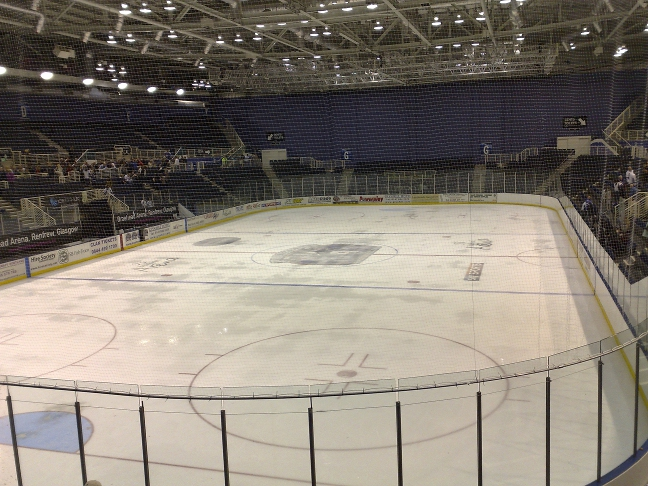
Lodowisko klubu Braehead Arena

Klub został założony w 2010 jako Braehead Clan. W lipcu 2018 ogłoszono zmianę nazwy na Glasgow Clan.

## Sukcesy
- 20/20 Hockey Fest: 2011
- Udział w Hokejowej Lidze Mistrzów (2015/2016)

## Szkoleniowcy
W 2015 asystentem głównego trenera zespołu (oraz rezerwowym zawodnikiem) został Słowak Richard Hartmann.